# Sunset Beach
Sunset Beach je američka sapunica koja se emitirala na NBC-u od 6. siječnja 1997. do 31. prosinca 1999. Seriju su kreirali Robert Guza Jr., Charles Pratt Jr. i Josh Griffith. Osim u SAD-u, serija se emitirala u 70 zemalja diljem svijeta, a bila je posebno popularna u Australiji, Irskoj, Velikoj Britaniji, Norveškoj, Finskoj, Švedskoj, Novom Zelandu, Izraelu, Njemačkoj, Poljskoj, Makedoniji, Hrvatskoj, Rusiji, Rumunjskoj, Sloveniji, Venezueli i Bugarskoj. Zanimljiva je činjenica da je serija bila mnogo popularnija u tim državama nego u SAD-u. U Hrvatskoj, serija se emitirala na HRT-u od 1998. – 1999., no emitirano je samo prvih 260 epizoda. Fanovi serije su godinama pokušavali vratiti seriju na naše male ekrane, no bez ikakvih pozitivnih rezultata.
Legenda koja je obilježila cijelu seriju:
When the moon rises early,

just as the Santa Ana winds kicks up out of nowhere,

and the sun is just dropping out of sight,

whoever you meet at the far side of the pier,

is who you're destined to be with.

## Epizode
- Prva sezona (6. siječnja, 1997. – 5. siječnja, 1998.) sadrži 247 epizoda i 5 specijalnih epizoda (28. srpnja, 1997. – 1. kolovoza, 1997.).[2]
- Druga sezona (6. siječnja, 1998. – 5. siječnja, 1999.) sadrži 255 epizoda.[3]
- Treća sezona (6. siječnja, 1999. – 31. prosinca, 1999.) sadrži 253 epizode.[4]

## Radnja serije

### Prvi par
Tijekom tri godine, radnja serije varirala je od tradicionalnih do nadnaravnih priča. Jedna od prvih radnji bila je internetska romansa. Meg Cummings, djevojka iz Kansasa, otkrila je da je njezin zaručnik Tim Truman vara s najboljom prijateljicom Connie, i to baš na dan vjenčanja. Meg je često on-line razgovarala s misterioznim SB-om, čovjekom koji je živio u gradiću zvanom Sunset Beach u Kaliforniji. Nakon što je uhvatila zaručnika u nevjeri, Meg je odlučila pobjeći u Sunset Beach u potrazi za SB-om, koji je zapravo bogati udovac Ben Evans. Meg je tražila SB-a po cijelom gradu, no tek je kasnije otkrila da je to zapravo Ben. Na početku, Ben nije bio zainteresiran za Meg, no stvari su se promijenile. U cijelu tu priču se uplela i razmažena Annie Douglas, Benova prijateljica. Meg je mrzila Annie jer je bila bliska Benu i htjela ju je odvojiti od njega, a Annie je mrzila Meg jer se previše približila Benu. Njihova mržnja je doživjela vrhunac kad su se potukle u Benovom stanu. Megin bivši zaručnik Tim također se pojavio u Sunset Beachu kako bi je ponovo osvojio, pa su on i Annie naposljetku postali suradnici u razdvajanju glavnog para. U međuvremenu, Meg je stalno istraživala smrt Benove žene Marie te se bojala da je Ben upleten u njezino umorstvo.

### Lopov i bogatašica
Meg i Ben postali su prvi par u seriji, zajedno s bogatašicom Caitlin Richards i lopovom Coleom Deschanelom. Cole je spavao i s Caitlin i s njezinom majkom Oliviom, a nije znao da su one majka i kćer. Naposljetku, obje su ostale trudne. Oliviin bezobzirni i hladnokrvni muž Gregory Richards planirao je ukrasti Caitlinino dijete i dati ga Olivii te reći Caitlin da joj je dijete umrlo, samo kako bi razdvojio svoju kćer od Colea. Caitlin i Olivia su nastradale u automobilskoj nesreći nakon koje je Caitlin izgubila dijete i u isto vrijeme saznala za Gregoryjev strašni plan te se odlučila glumiti da je još uvijek trudna i naposljetku posvojiti drugo dijete te ga predstaviti kao svoje. 

### Propali par
U prvoj godini upoznali smo još jedan par - Paulu Stevens i Ricarda Torresa, policajce čija veza propada zbog činjenice da je Ricardo ženskar, no oni su bili sretni zajedno. Problemi su nastali kad je Paula slučajno vidjela Eddieja Connorsa u draguljarnici, gdje je Eddie pokušavao prodati neprocjenjiv nakit obitelji Deschanel. Eddie je mislio da ga je Paula ulovila na djelu, pa ju je oteo i unajmio silovatelja Ralpha Myersa da joj 'pravi društvo'. Eddie je ubrzo shvatio da je otišao predaleko i da Paula ništa ne zna. Ralph je strpao Paulu u kombi, upustio unutra smrtonosan plin i otišao. Naposljetku, Ricardo i Eddie su spasili Paulu, a Eddie je uspio pokriti svoje tragove. Paula se sljedećih nekoliko tjedana oporavljala od svega što joj se dogodilo. U međuvremenu, u gradu se pojavila Gabi Martinez, koja je odmah 'bacila oko' na Ricarda. Ispostavilo se da je ona Paulina polusestra. Gabi se uselila u Paulin i Ricardov stan, ali je i dalje lovila Ricarda. Kad su Paula i Ricardo prekinuli, Gabi i Ricardo su završili u krevetu, no on je odmah htio zaboraviti na sve, pa ga je ona optužila da ju je silovao. U prosincu 1997. dokazano je da ju zapravo nije silovao, a Paula i njezina majka Elaine otišle su iz grada.
Drugi propali par bili su Casey Mitchum i Rae Chang, koji su zajedno kupili kuću i polako se zbližavali, no činjenica da su joj njezini roditelji već odabrali zaručnika stalno ih je razdvajala. Casey i Rae glumili su da su se vjenčali, a Raeini roditelji bili su razočarani. Njezin odabrani Wei-Lee Young pokušavao ju je predomisliti i ona je potom otišla u San Francisco te ostavila Caseyja slomljenog srca. Sljedećih nekoliko mjeseci, Casey je pomagao svojoj majci Alex da se izliječi od raka.

### Delovo umorstvo
Jedna od prvih priča bila je umorstvo bogataša Dela Douglasa, Annieinog oca. Bilo je mnogo sumnjivih osoba, no Annie je bila prva optužena i zatvorena, ali se znala izboriti za svoju slobodu, često koristeći svoju zabavnu tetu Bette Katzenkazrahi. Na kraju je dokazano da je Dela ubila Elaine, no ona je kasnije oslobođena na sudu. Elaine je uskoro upoznala svog sina Colea, kojeg je Del oteo prije mnogo godina. U seriji su također bili i teensi. Mlada i neiskusna Tiffany Thorne provodila je vrijeme krađom i zabavljanjem na račun Bena Evansa, a kasnije se zaljubila u bogataša Seana Richardsa, dok je za to vrijeme Mark Wolper htio biti s njom, no ona je ipak više voljela Seana. Sve je to ispala farsa kad je kasnije Olivia dala Tiffany novac da ode iz grada, a ona je to prihvatila.

### Zamjena djece
Annie Richards, koja je saznala za Caitlininu neplodnost, pomogla je Caitlin da nabavi dijete. U isto vrijeme, Annie je željela uzeti novce svog preminulog oca, a to je mogla samo ako se uda za Gregoryja. Kako bi razdvojila Oliviu i Gregoryja, Annie je drogirala Oliviu i ukrala joj dijete te joj kasnije rekla da joj je dijete umrlo. Tada je Annie predala to dijete Caitlin, koja nije imala pojma da je to zapravo Oliviino dijete. Olivia je naposljetku saznala da je to zapravo njezino dijete.

### Zli blizanac
Serija je bila poznata i po nevjerojatnim radnjama, poput nepoznatog otoka zvanog Otok terora, na kojem je nekolicina glavnih likova slavila Novu Godinu, a maskirani serijski ubojica ih je polako ubijao. Nekoliko likova je ubijeno, većinom su to sporedni likovi, ali i Mark Wolper, koji je otkrio da ga je ubio Ben Evans. Kasnije se ispostavilo da je Ben imao zlog brata blizanca, Dereka Evansa, koji je zatvorio Bena i predstavljao se kao on. Kasnije je ubio i Eddieja Connorsa. Derek je ubijen u 1998. godini, no vratio se krajem 1999. godine kako bi ponovno zaprijetio životima građana. On i Tess Marin pokušavali su provesti svoj plan u djelo, no Derek je na kraju ubijen.

### Povratak žene
Maria Torres, koja se udala za Bena kao tinejdžerica, nestala je i pretpostavljalo se da je umrla nakon nesreća na moru koja se dogodila četiri godine prije početka serije. Benova opsjednutost i tuga za ženom na početku je predstavljala zapreku njegovoj sreći s Meg. Kasnije je otkriveno da je Ben mrzio Mariu jer je spavala s njegovim bratom blizancem, no Maria to nije znala. Veza Meg i Bena pogoršala se kad se pojavila mlada žena, Dana, koja pati od amnezije. Na dan njihova vjenčanja otkriveno je da je Dana zapravo Maria. Do kraja serije, Ben je bio razapet između dvije žene koje je volio. Radnja se još više zaplela kad se u gradu pojavila Tess Marina s Benjyjem, za kojeg je tvrdila da je Benovo dijete. Na kraju je ispalo da je Benjy zapravo dijete koje je Tess imala s Derekom, a kad su Derek strpao Tess u zatvor, Maria je odlučila posvojiti Benjyja.

### Lude priče
U seriji se također nalaze i likovi drugih rasa, koji su bili zastupljeni više nego u drugim serijama. Vanessa Hart, mlada novinarka,  zaljubila se u spasioca Michaela Bournea, a njihovoj ljubavi je prijetila Virginia Harrison, prva afroamerička negativka, koja je bila spremna na sve da ih razdvoji.
Jedna od najluđih priča u seriji dogodila se također na propalom vjenčanju Meg i Bena. Virginia, koja još uvijek nije odustajala od Michaela (nakon što je nekoliko mjeseci trovala Vanessu, pa je ona mislila da ima Martinov sindrom i udaljila se od Michael), ovaj se put odlučila na plan koji bi mogao iskovati samo Vrag. Ukrala je spermu doktora Tyusa i koristeći punjač (kojim se puni purica) unijela je spermu u Vanessu, koja je ostala trudna s Tyusom, te je namjestila radnju kako bi ispalo da je Vanessa varala Michaela s Tyusom. Vanessa je kasnije pobacila, pa su se Michael i Vanessa opet spetljali, a Virginia, kojoj je ponovno propao plan, završila je u umobolnici, gdje je sva sretna razmišljala o svim svojim zlim planovima.

### Ostale priče
Još jedna od zanimljivih priča bila je Shockwave, u kojoj je Sunset Beach pogodio potres i zarobio mnoge likove u ruševinama. Dok se polovina likova borila s teškim stanjem na kopnu, ostatak likova bio je na krstarenju brodom kojeg je pogodio tsunami te prouzročio veliku nesreću. Ova priča bila je toliko popularna da je NBC odlučio napraviti specijalnu emisiju koju su emitirali u primetimeu.
Krajem 1998. godine, došlo je i do prve nadnaravne priče (naravno, djelo Jamesa E. Reillyja). Ukleti dragulji, ukradeni od božanstvenog kipa na kojem su se nalazili, pretvarali su ljude u mumije, a mogli su prouzočiti veliku katastrofu, no na Badnjak su se likovi ipak spasili. Osim umorstva Dela Douglasa, Sunset Beach imao je još jedno misteriozno umorstvo. Ovaj put ubijena je Franscesca Vargas, Coleova bivša, koju su mrzili mnogi likovi i svatko je bio sumnjiv, a na kraju je ubojica ispao Gregory Richards.
U 1998., u seriji su dovedeni Megini roditelji, Hank i Joan, no oni su se u seriji više pojavljivali kao podrška svojoj kćeri. U gradu se pojavila i Megina sestra Sara, koju su proganjali novinari zbog afere s političarom, a ona se zaljubila u Caseya, koji joj je pomogao da pronađe slobodu. Sara se često bojala da će je Casey ostaviti zbog Meg (jer su bili vrlo bliski) pa ih je čak pokušavala razdvojiti s Timom, te je tako izgubila Caseyjevu ljubav. Meg i Casey su jedno vrijeme bili zajedno, no njihova veza nije dugo trajala. U istoj godini su predstavljene nove teen priče.
Amy, koja se oporavila od šoka s otoka terora, ovaj put željela je osvojiti Seana, no on se zaljubio u Emily Davis, Betteinu kćer. Amy je koristila prijatelja Brada kako bi ih razdvojila, no baš joj i nije išlo. Koristila je i usluge Mrs. Moreau, vračare, te završila sa Seanom u krevetu, no njezine spletke su na kraju otkrivene, i čini se da će potražiti sreću s Bradom. U isto vrijeme, usluge Mrs. Moreau je koristila i Annie, koja je htjela prikazati Oliviu kao pijanicu, a to joj je i uspjelo.

### Kraj serije
Serija je ukinuta prije treće obljetnice početka prikazivanja. Slaba gledanost ubila je seriju, ali srećom, većina likova je dobila sretan završetak. Ben i Meg te Michael i Vanessa imali su dvostruko vjenčanje. Casey i Sara su se zaručili, Cole i Cailtin su ponovno bili zajedno, a Olivia je sretna odgajala svoje dijete. Gregory je završio u zatvoru. Maria je dala Benu razvod kako bi oženio Meg, a ona je upoznala novog muškarca, Rossa Englisha. Annie je također završila sretna s Judeom Cavanaughom, agentom koji je lovio Gregoryja.
U zadnjoj epizodi, Meg se probudila u Kansasu i shvatila da su joj posljednje tri godine bile samo san, a likovi iz tog sna zapravo su bili njezini prijatelji i obitelj iz Kansasa. Ipak, u zadnjoj minuti, Meg se probudila u Sunset Beachu te bila u krevetu s Benom, jedan dan nakon njihovog vjenčanja, i on joj je rekao da to nije bio san. Sunset Beach postoji. The End.

## Likovi

### Glavni likovi - tijekom cijele serije
| Lik                    | Glumac/Glumica       |
| ---------------------- | -------------------- |
| Olivia Blake           | Lesley-Anne Down     |
| Michael Bourne         | Jason Winston George |
| Meg Cummings           | Susan Ward           |
| Ben Evans              | Clive Robertson      |
| Vanessa Hart           | Sherri Saum          |
| Bette Katzenkazrahi    | Kathleen Noone       |
| Gabi Martinez          | Priscilla Garita     |
| Casey Mitchum          | Timothy Adams        |
| Annie Douglas Richards | Sarah Buxton         |
| Gregory Richards       | Sam Behrens          |
| Sean Richards          | Randy Spelling       |
| Ricardo Torres         | Hank Cheyne          |

### Ostala glumačka ekipa
| Lik               | Glumac/Glumica      | Trajanje      |
| ----------------- | ------------------- | ------------- |
| Eddie Connors     | Peter Barton        | 1997. – 1998. |
| Tobias Richards   | Sam Behrens         | 1999.         |
| Amy Nielsen       | Krissy Carlson      | 1997. – 1999. |
| Maria Torres      | Christina Chambers  | 1998. – 1999. |
| Carmen Torres     | Margarita Cordova   | 1997. – 1999. |
| Tyus Robinson     | Russell Curry       | 1997. – 1999. |
| Tim Truman        | Dax Griffin         | 1997. – 1999. |
| Francesca Vargas  | Lisa Guerrero       | 1998. – 1999. |
| Paula Stevens     | Laura Harring       | 1997.         |
| Emily Davis       | Cristi Ellen Harris | 1998. – 1999. |
| Rae Chang         | Kelly Hu            | 1997.         |
| Virginia Harrison | Dominique Jennings  | 1997. – 1999. |
| Jude Cavanaugh    | Sean Kanan          | 1999.         |
| Antonio Torres    | Nick Kiriazis       | 1998. – 1999. |
| Hank Cummings     | John Martin         | 1997. – 1999. |
| Leo Deschanel     | David Mathiessen    | 1998. – 1999. |
| Tess Marin        | Tracy Melchior      | 1999.         |
| Benjy Evans       | Chase Parker        | 1999.         |
| Joan Cummings     | Carol Potter        | 1997. – 1999. |
| Derek Evans       | Clive Robertson     | 1998., 1999.  |
| Mark Wolper       | Nick Stabile        | 1997. – 1998. |
| Brad Niklaus      | Michael Strickland  | 1998. – 1999. |
| Elaine Stevens    | Leigh Taylor-Young  | 1997.         |
| A.J. Deschanel    | Gordon Thomson      | 1998. – 1999. |

### Zamjena glumaca
| Lik                        | Glumac/Glumica                           | Trajanje              |
| -------------------------- | ---------------------------------------- | --------------------- |
| Meg Cummings               | Sydney Penny (zamj.)                     | 1999.                 |
| Sara Cummings              | Lauren Woodland (#1) Shawn Batten (#2)   | 1998. – 1999.         |
| Cole Deschanel             | Eddie Cibrian (#1) Ashley Hamilton (#2)  | 1997. – 1999.         |
| Jimmy Harrison             | V.P. Oliver (#1) Jeffery Wood (#2)       | 1997. 1998. – 1999.   |
| Caitlin Richards Deschanel | Vanessa Dorman (#1) Kam Heskin (#2)      | 1997. – 1998. – 1999. |
| Tiffany Thorne             | Adrienne Frantz (#1) Jennifer Banko (#2) | 1997.                 |

## Zanimljivosti
- Tim Truman (Dax Griffin) dobio je ime po Timothyju Trumanu, kreatoru uvodne pjesme serije.
- Jedan od sedam Betteinih (Kathleen Noone) bivših muževa zvao se Vincent Duke (koji je dobio ime po jednom od producenata serije), a glumio ga je legendarni Aaron Spelling, čija tvrtka je kreirala ovu seriju.
- Olivia Blake (Lesley-Anne Down) se originalno trebala zvati Sheila <,[1] ali došlo je do promjene imena kad je sama glumica objasnila da je ta riječ u australskom slengu zapravo riječ za ženu, što bi moglo zbuniti gledatelje. Također, Oliviino djevojačko prezime trebalo je biti Harrow.[5]
- Lik Meg Cummings (Susan Ward) se trebao zvati Susan,[5] ali kad je Susan Ward dobila tu ulogu, promijenili su ime u Meg. Također, uloga je prvo ponuđena Kristin Davis (Charlotte iz Seks i grada), ali je ona odbila ponudu.[1]
- Caitlin Richards (Vanessa Dorman) se prvotno trebala zvati Kayla.[5]

## Vanjske poveznice
- Sunset Beach u internetskoj bazi filmova IMDb-a
- Sunset Beach  Arhivirana inačica izvorne stranice od 23. travnja 2008. (Wayback Machine) na TV.com  Arhivirana inačica izvorne stranice od 20. svibnja 2019. (Wayback Machine)